# جو مودي
جو مودي (بالإنجليزية: Joe Moody)‏ هو سياسي أمريكي، ولد في 9 يناير 1981 في إل باسو في الولايات المتحدة. حزبياً، نشط في الحزب الديمقراطي. وقد انتخب عضو مجلس نواب تكساس.